# تشارلز بريغهام
تشارلز بريغهام (بالإنجليزية: Charles Brigham)‏ هو مهندس معماري أمريكي، ولد في 21 يونيو 1841 في وترتاون في الولايات المتحدة، وتوفي في 1925.

## وصلات خارجية
- تشارلز بريغهام على موقع الموسوعة البريطانية (الإنجليزية)